# 全国麻雀段位審査会
全国麻雀段位審査会（ぜんこくまーじゃんだんいしんさかい）は、1972年に創設された麻雀の団体。
日本国内8か所に支部があり、段位免許状の発行、競技会の開催、麻雀教室の指導者育成などを行っている。

## 主催タイトル戦
- 全日本麻雀競技大会（1986年開始）
- 青雀旗争奪 全国大学対抗麻雀選手権大会（1996年開始）
- 全日本高段者麻雀競技大会（2006年開始）